# 157064 Sedona
157064 Sedona este o planetă minoră (asteroid) din centura de asteroizi. A fost descoperită pe 26 septembrie 2003 la Observatorul Kleť de Observatorul Kleť. 
Obiectul prezintă o orbită caracterizată de o semiaxă mare de 3,0853094003022 UAi, o excentricitate de 0,01, o înclinație de 15,5 ° în raport cu ecliptica.